# باونیت
باونیت  (به انگلیسی: Bavenite) با فرمول شیمیایی  از مجموعه کانی هاست و از نام محل کشف آن Baveno در ایتالیا اخذ شده‌است. نامحلول در اسیدها CaO:۲۳٫۹۹٪ Al2O۳:۱۰٫۹٪ BeO:۵٫۳۵٪ SiO۲:۵۷٫۸۳٪ H2O:۱٫۹۳٪ برای اولین بار در چک اسلواکی کشف شد و از نظر شکل بلور: منشوری - ماکله، رنگ: سفید - صورتی - سبز - قهوه ای، شفافیت: شفاف - نیمه کدر، شکستگی: صدفی - نامنظم، جلا: شیشه‌ای - صدفی، رخ: کامل، سیستم تبلور: ارترومبیک و در رده‌بندی سیلیکات است همچنین خاصیت مغناطیسی ندارد و منشأ تشکیل آن پگماتیتی - هیدروترمال است.
همایند کانی‌شناسی (پارانژ) آن سختی - محلول در اسیدهالامونتیت- فلوئوریت- آلبیت- بریل و غیره است
، از نظر ژیزمان بلوری - آگرگات رشته‌ای - شعاعی - قرصی کمیاب است و بیشتر در آلمان غربی، چک اسلواکی، ایتالیا، آمریکا، استرالیا یافت می‌شود.